# アップルオートネットワーク

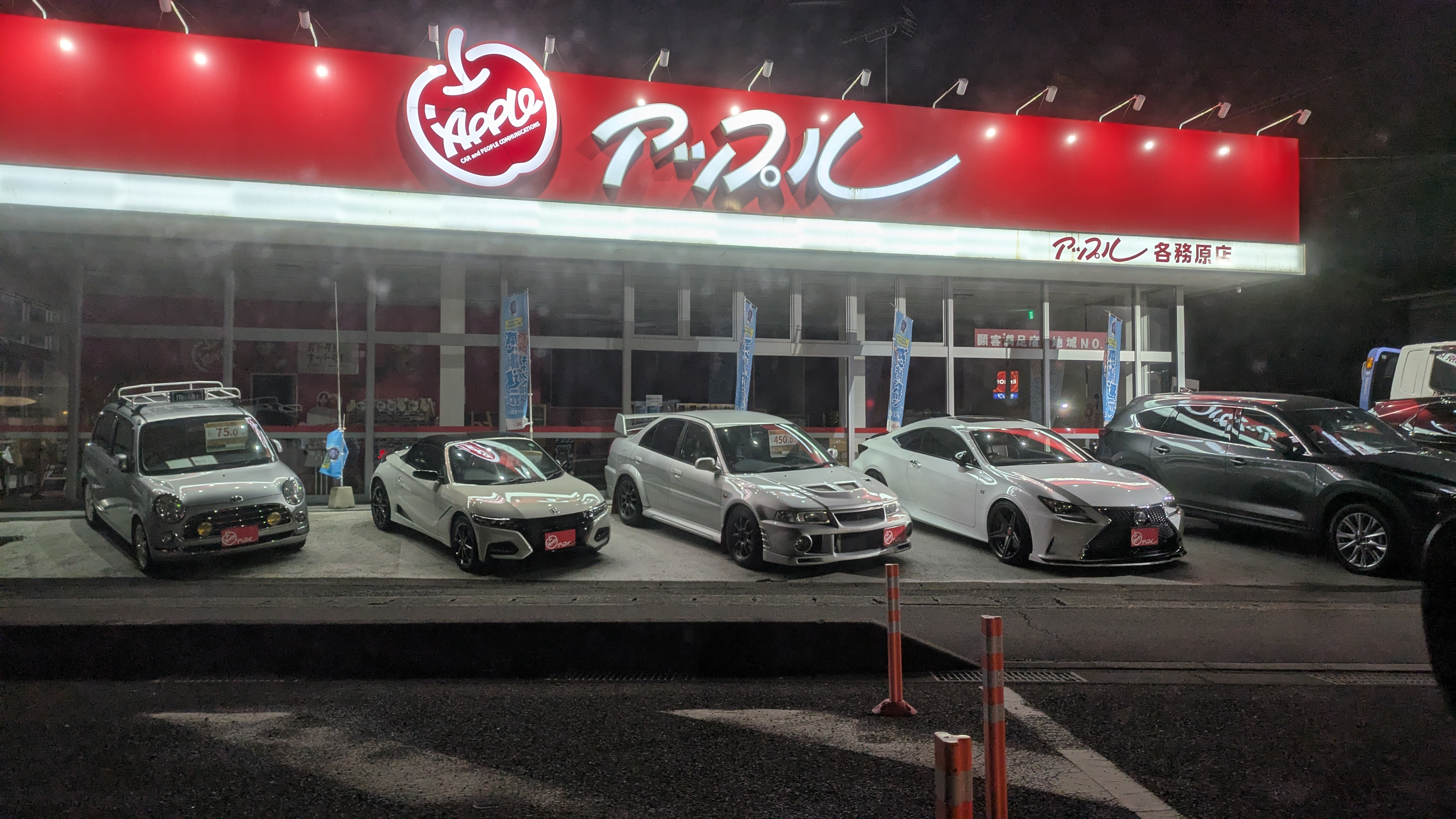
アップル各務原店（岐阜県各務原市）

アップルオートネットワーク株式会社（Apple Auto Network Co.Ltd ）は、自動車の査定、買取、販売のフランチャイズチェーン「アップル（Apple ）」を運営する日本の企業である。

## 概要
同社では、買い取った中古車が日本国内よりも国外で高く売れる場合には直接輸出するとし、高価買取のできる理由の1つとしてアピールしている。
実際に、同社の親会社が日本で最大手（2005年度）の中古車輸出業者であることから、輸出に関しては強みを持っている。
2006年からは、日本のみならず中華人民共和国にも店舗網を広げている。
2017年にはニュージーランドにも進出を決めている。

## 沿革
- 1989年9月 - 創業（愛知県）。
- 1993年11月 - 日本自動車流通ネットワーク株式会社 設立。
- 1994年12月 - 西日本自動車流通株式会社 設立。
日本自動車流通ネットワーク株式会社がアップル東日本事務局、
西日本自動車流通株式会社がアップル西日本事務局となる。
- 1999年 - アップル本部が日本自動車流通ネットワーク株式会社に一本化。
- 2004年5月 - 日本自動車流通ネットワーク株式会社がアップルインターナショナル株式会社の子会社となり、アップルオートネットワーク株式会社へ社名変更。
- 2005年9月 - 中華人民共和国での店舗展開のため、合弁会社「北京泰智諮詢有限公司」設立。

## モータースポーツ
SUPER GT 300クラスおよびスーパー耐久シリーズST１クラスにエントリーしている「Cars Tokai Dream28」チームをスポンサード